# Рудь Валерій Іванович
Валерій Іванович Рудь (рос. Валерий Иванович Рудь; нар. 6 березня 1944, с. Покровка, Уссурійський р-н,
Приморський край, РРФСР — пом. 16 серпня 2005, Хімки, РРФСР) — радянський футболіст, захисник. Майстер спорту СРСР (1968).

## Життєпис
Вихованець ДЮСШ Геленджика, з 1961 по 1962 рік продовжував навчання у новоросійському «Цементі». У команді майстрів дебютував 1963 року в складі «Кубані», за яку виступав до 1965 року, провів за цей час 91 матч, в яких відзначився 1 голом у Другій групі класу «А» та 4 поєдинки провів у Кубку СРСР. У 1966 році перейшов у ленінградський «Зеніт», в складі якого виступав до 1968 року, провів за цей час 62 матчі та відзначився 2 голами в сезоні 1967 року. Сезон 1969 року провів у московському «Спартаку», зіграв у 3 матчах команди та став разом з ним чемпіоном СРСР, після чого перейшов у ленінградське «Динамо» в 1970 році, там відіграв 2 сезони, провів загалом 68 матчів.
З 1972 по 1973 рік виступав у складі «Металурга» з міста Запоріжжя, провів 40 матчів та відзначився 1 голом у сезоні 1973 року.
Останній свій сезон у командах майстрів провів у 1974 році у Другій лізі в складі рязанського «Спартака», за який зіграв 6 матчів, після чого пішов з великого футболу. Потім грав на регіональному рівні за аматорські команди, зокрема, в 1974 році за «Локомотив», який представляв Московсько-Ярославське відділення залізничної дороги, з 1975 по 1976 рік за московську команду «Червона зірка», а з 1977 по 1982 рік грав за аналогічно московську команду «Спартак-клубна».